# Mausoleu dels Atilis

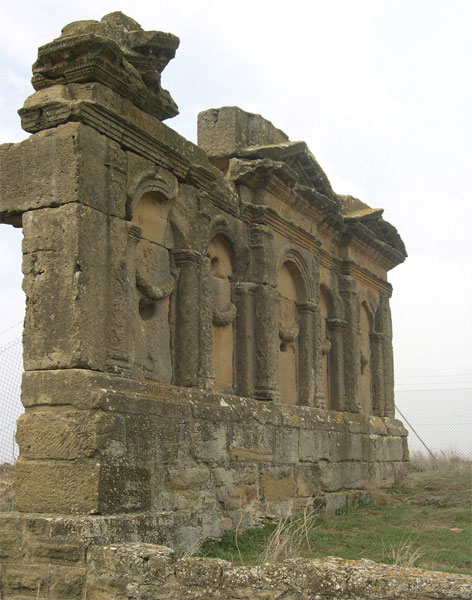
El mausoleu dels Atilis

El mausoleu dels Atilis està situat a Sádaba (Saragossa), apartat del nucli urbà i molt proper a la carretera que porta a Uncastillo. Popularment és conegut com a "Altar de los Moros" i és un dels mausoleus d'època romana més importants, pel seu estat de conservació, de la península. Declarat Monumento Histórico-Artístico el 1931.

## Història
Aquest mausoleu fou construït per Atilia Festa com a lloc de sepultura de les restes del seu avi C. Atilius Quirina, del seu pare L. Atilius Festa i la d'ella mateixa, encara en vida. Cal situar aquesta construcció a l'època de la dinastia severa (193-235 dC), però també podria ser anterior. Aquesta família devia tenir un important pes polític i econòmic a la regió. Hom coneix, almenys, un altre mausoleu a la zona, de la mateixa família.

## L'edifici
El que es conserva és el mur de la façana principal del sepulcre. Tal com es troben les restes, hom pensa que devia tractar-se d'un edifici, amb cel·la, com el de Favara. Sobre un podi de carreus s'aixeca la façana, amb cinc arcs de mig punt separats per pilastres. L'arc central i els dels extrems estan rematats per frontons triangulars, dels que es conserven bé els dos de la dreta. Entre les arcades i els frontons es troben les inscripcions que han facilitat la identificació de l'edifici. Els paraments cecs dins de cada arcada contenen unes garlandes a més d'unes obertures que podrien utilitzar-se per a les ofrenes o per a la ventilació de l'interior. Encara que molt desgastada, es pot veure la decoració de motius florals que cobria algunes parts d'aquesta façana.
També s'ha suposat que podria tractar-se d'una construcció oberta, és a dir sense teulada, almenys parcialment, amb un altar al centre.

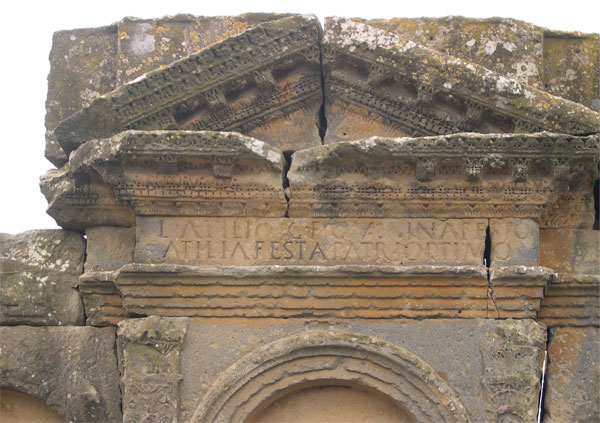
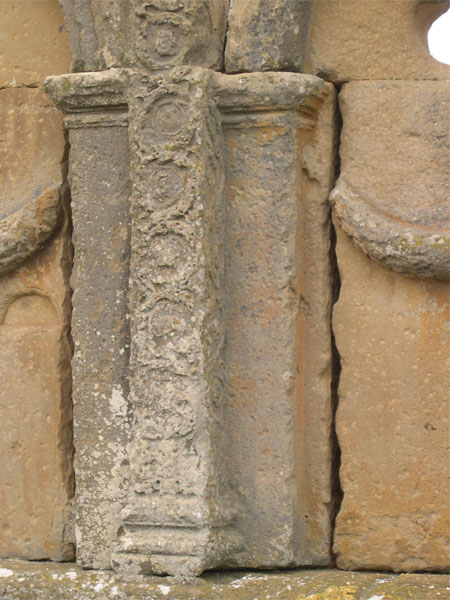

## Enllaç
- Mausoleo de los Atilios Arxivat 2008-04-27 a Wayback Machine.
- El dístilo sepulcral de Iulipa y el mausoleo de los Atilios[Enllaç no actiu]